# Vezza d'Alba
Vezza d'Alba (Vëssa in piemontese) è un comune italiano di 2 357 abitanti della provincia di Cuneo in Piemonte. Fa parte del territorio del Roero.

## Storia

### Simboli
Il gonfalone è un drappo di azzurro.

## Monumenti e luoghi d'interesse
- Santuario Madonna dei Boschi
- Chiesa Parrocchiale San Martino
- Chiesa Confraternita
- Museo naturalistico del Roero[5]
- Torion di Borbore.

## Società

### Evoluzione demografica
Abitanti censiti

### Etnie e minoranze straniere
Secondo i dati Istat al 31 dicembre 2017, i cittadini stranieri residenti a Vezza d'Alba sono 177, così suddivisi per nazionalità, elencando per le presenze più significative:
1. Romania, 69
2. Marocco, 24

### Tradizioni e folclore
Ogni anno vi si svolge la Fiera Regionale del Tartufo Bianco d'Alba e dei Vini del Roero.

## Economia
Un'attività importante è la coltivazione di vite e pesche; un prodotto tipico è la pera madernassa, mentre i vini tipici sono il Roero Arneis e la Favorita.

## Amministrazione
Di seguito è presentata una tabella relativa alle amministrazioni che si sono succedute in questo comune.
| Periodo          | Periodo          | Primo cittadino    | Partito                                | Carica  | Note  |
| ---------------- | ---------------- | ------------------ | -------------------------------------- | ------- | ----- |
| 22 luglio 1985   | 5 giugno 1990    | Vincenzo Troia     | lista civica                           | Sindaco | [ 9 ] |
| 5 giugno 1990    | 24 aprile 1995   | Claudio Rista      | lista civica                           | Sindaco | [ 9 ] |
| 24 aprile 1995   | 14 giugno 1999   | Claudio Rista      | Partito Popolare Italiano              | Sindaco | [ 9 ] |
| 14 giugno 1999   | 14 giugno 2004   | Antonello Borlengo | -                                      | Sindaco | [ 9 ] |
| 14 giugno 2004   | 8 giugno 2009    | Gian Piero Costa   | lista civica                           | Sindaco | [ 9 ] |
| 8 giugno 2009    | 26 maggio 2014   | Carla Bonino       | lista civica                           | Sindaco | [ 9 ] |
| 26 maggio 2014   | 27 maggio 2019   | Carla Bonino       | lista civica Insieme per Vezza         | Sindaco | [ 9 ] |
| 27 maggio 2019   | 14 dicembre 2022 | Carla Bonino       | lista civica Insieme per Vezza         | Sindaco | [ 9 ] |
| 15 dicembre 2022 | 15 maggio 2023   | Francesco D’Angelo | Commissario prefettizio                | Sindaco | [ 9 ] |
| 16 maggio 2023   | in carica        | Enrico Grasso      | lista civica Progetto per Vezza d'Alba | Sindaco | [ 9 ] |

### Gemellaggi
- Jonquières-Saint-Vincent